# Aethiopodes
Aethiopodes is een geslacht van vlinders van de familie spanners (Geometridae), uit de onderfamilie Ennominae.

## Soorten
- A. erebaria (Guenée, 1858)
- A. medioumbrata Krüger, 2003
- A. meyi Krüger, 2003
- A. noctuodes (Warren, 1904)
- A. olivacea Krüger, 2007
- A. paliscia (Prout, 1922)
- A. perplexata (Warren, 1904)
- A. saxeticola Krüger, 2005
- A. staudei Krüger, 2003
- A. stictoneura (Prout, 1917)